# 윤주 (배우)
윤주( 1989년 12월 4일 ~ )는 대한민국의 여자 배우이다. 안양예고와 수원여자대학 연기영상과를 졸업하였다. 대학 졸업 후 2010년 연극 《그놈을 잡아라》에 출연하면서 연기 활동을 시작하였고, 2012년 개봉한 영화 《나쁜 피》로 영화계에 데뷔하였다.

## 학력
- 안양예술고등학교 연극영화과 (졸업)
- 수원여자대학교 연기영상과 (졸업)

## 삶과 경력
윤주는 1989년 12월 4일 서울에서 태어났다. 윤주는 중학교 때까지 태권도를 하였으나, 연예인이 되고 싶어 부모를 졸라 예고 시험을 봐서 안양예고에 진학했다. 예고에 진학한 후 학교에서 하는 공연에 주연으로 뽑히기도 했으나 대역(더블)이었고, 예쁘고 연기 잘하는 친구에 밀려 선생님의 관심에서 멀어졌다. 그녀는 “당시 60kg까지 나갈 정도로 살도 찐 상태였고 자신감도 없었죠. 할 수 있는 게 연습밖에 없었어요.”라고 말하였다. 예고에서 연기를 하면서 배우의 꿈을 갖게 되었고, 학교를 졸업한 후에는 수원여자대학 연기영상과에 진학했다. 대학을 졸업한 후 2010년 대학로에서 연극 《그놈을 잡아라》에 출연했다.
윤주는 연극 《그놈을 잡아라》에 같이 출연했던 선배의 소개로 같은 해 오디션을 거쳐, 강효진 감독의 영화 《나쁜 피》에 주연으로 발탁되었다. 이 영화는 촬영 후 2년 만에 개봉하였는데, 그 동안 윤주는 여러 우여곡절을 겪는다. 수없이 오디션을 봤고, 소속사에도 들어갔다가 나왔으며, 연기를 관두라는 아버지에 맞서 집을 나와 돈을 벌기 위해 문서 워드 작업, 커피숍 서빙, 쇼핑몰 등 안 해 본 게 없을 정도로 갖가지 아르바이트도 해야 했다. 그녀는 “아버지도 이번 일만 하고 연기 관두라고 하시고. 니가 얼굴이 되냐 연기가 되냐, 정말 잘 될 거라 생각하느냐 말씀하시는데 자존심이 너무 상한 거예요.”라고 말하였다.
윤주의 데뷔작인 《나쁜 피》는 2012년 11월 개봉하였는데, 그녀의 연기는 긍정적인 평가를 받았다. 서울신문은 “데뷔작에서 충격적이고 복잡한 캐릭터를 맡아 강도 높은 수위의 노출과 파격 연기를 감행한 윤주의 당찬 연기가 눈길을 끈다.”고 그녀의 연기를 평가했다. 패션 잡지 《아레나 옴므 플러스》는 윤주를 ‘2013 기대되는 신인배우 유망주’로 선정했다.

## 출연 작품

### 영화
| 연도 | 제목                            | 역할                 | 비고     |
| ---- | ------------------------------- | -------------------- | -------- |
| 2012 | 나쁜 피                         | 인선                 | 주연     |
| 2012 | 나의 PS 파트너                  | 현승회사 직원4       | 단역     |
| 2015 | 미쓰 와이프                     | 지민                 |          |
| 2015 | 치외법권                        | 썸녀                 |          |
| 2015 | 함정                            | 수정                 | 우정출연 |
| 2015 | 열정같은소리하고있네            | 레저 수습            |          |
| 2016 | 펑정지에는 펑정지에다           |                      | 주연     |
| 2016 | 나홀로 휴가                     | 시연                 | 주연     |
| 2017 | 범죄도시                        | 강홍석 약혼녀        | 특별출연 |
| 2018 | 더 펜션                         | 승주                 |          |
| 2019 | 13일의 금요일: 음모론의 시작    | 윤청하               | 주연     |
| 2019 | 아나운서 살인사건 (2019년 영화) | 윤주 유튜버 아나운서 | 주연     |
| 2019 | 디엠지 : 리로드                 | 윤청하               | 주연     |
| 2019 | 악의제국: 13일의금요일 챕터2    | 윤청하 / 윤정        | 주연     |
| 2019 | 블러드 사쿠라                   |                      | 주연     |
| 2020 | 살인택시괴담: 야경 챕터2        |                      | 조연     |

### 드라마
| 연도* | 제목                           | 역할   | 방송사 | 비고          |
| ----- | ------------------------------ | ------ | ------ | ------------- |
| 2011  | 인수대비                       | 세선   | JTBC   | 9회에 첫 출연 |
| 2012  | 인수대비                       | 세선   | JTBC   | 9회에 첫 출연 |
| 2015  | 킬미힐미                       | 제니퍼 | MBC    | 1회에 출연    |
| 2015  | 귀신 보는 형사 처용 2          |        | OCN    | 3회에 출연    |
| 2016  | 싸우자 귀신아                  |        | tvN    | 2회에 출연    |
| 2023  | 소방서 옆 경찰서 그리고 국과수 | 김영주 | SBS    | 6회에 출연    |

*다년간 방송된 프로그램의 경우 윤주가 출연한 연도 또는 출연하기 시작한 연도를 가리킨다.

### 연극
- 《그놈을 잡아라》 (2010년) - 선희 역
- 《여행》 (2010년) - 한송이 역
- 《불어라 로맨스》 (2013년) - 전소영 역

### 뮤직비디오
- 2014년 ‘안녕, 우주’ / 권영찬

## 수상 및 후보
| 연도 | 시상식            | 부문       | 작품        | 결과 |
| ---- | ----------------- | ---------- | ----------- | ---- |
| 2016 | 제37회 청룡영화상 | 신인여우상 | 나홀로 휴가 | 후보 |